# Volgarità
La volgarità è la qualità propria di chi manca di cultura, eleganza e nobiltà spirituale. In altre circostanze, la volgarità può indicare qualcuno o qualcosa che è troppo sfarzoso, appariscente, e/o di dubbio gusto.

## Etimologia e storia
La parola "volgare" ha origine dal latino vulgaris, che deriva da vulgus, ovvero "volgo". Infatti, in origine, il termine "volgare" non aveva una connotazione negativa, e alludeva ai comportamenti propri della popolazione povera, che corrispondeva a una grandissima parte della popolazione.
Lo sviluppo della cultura volgare nell'ambiente urbano dell'Europa occidentale coincise con l'era dell'Illuminismo, quando la borghesia, che era la principale promotrice della vita culturale e intellettuale del tempo, incitava ad abbracciare ideali utilitaristici e mondani. Di conseguenza, ciò portò alla comparsa di una cultura urbana di massa volgare.
Oggi, la parola "volgare" risulta l'aggettivo più usato per intendere il Turpiloquio o per chi lo usa frequentemente o anche qualcuno che si comporta in modo rozzo.